# Presidenti della Provincia di Lodi
Questo elenco riporta i presidenti della Provincia di Lodi.

## Presidenti della Provincia

### Eletti direttamente dai cittadini (1995-2014)
Coalizioni:

  Giunte di centro-sinistra
  Giunte di centro-destra
| N. | Ritratto       | Ritratto          | Nome                                                                  | Mandato        | Mandato                               | Partito                                     | Coalizione | Coalizione                        | Elezione |
| N. | Ritratto       | Ritratto          | Nome                                                                  | Inizio         | Fine                                  | Partito                                     | Coalizione | Coalizione                        | Elezione |
| -- | -------------- | ----------------- | --------------------------------------------------------------------- | -------------- | ------------------------------------- | ------------------------------------------- | ---------- | --------------------------------- | -------- |
| 1  |                |                   | Lorenzo Guerini                                                       | 8 maggio 1995  | 28 giugno 1999                        | Partito Popolare Italiano La Margherita     |            | PDS–PPI–FdV Patto dei Democratici | 1995     |
| 1  | 28 giugno 1999 | 28 giugno 2004    | Lorenzo Guerini                                                       |                | DS–PPI SDI–PdCI I Democratici civiche | Partito Popolare Italiano La Margherita     | 1999       |                                   |          |
| 2  |                |                   | Lino Osvaldo Felissari                                                | 28 giugno 2004 | 8 giugno 2009                         | Democratici di Sinistra Partito Democratico |            | DS–DL–PRC SDI–FdV–IdV PdCI–UDEUR  | 2004     |
| 3  |                |                   | Pietro Foroni                                                         | 8 giugno 2009  | 6 maggio 2013                         | Lega Nord                                   |            | PdL–LN–DC Pensionati civiche      | 2009     |
| –  |                |                   | Cristiano Devecchi (vicepresidente facente funzioni, poi commissario) | 6 maggio 2013  | 6 giugno 2013                         | Lega Nord                                   |            | PdL–LN–DC Pensionati civiche      | 2009     |
| –  | 6 giugno 2013  | 30 settembre 2014 | Cristiano Devecchi (vicepresidente facente funzioni, poi commissario) |                | –                                     | –                                           |            |                                   |          |

### Eletti dai sindaci e consiglieri della provincia (dal 2014)
| N. | Ritratto | Ritratto                                         | Nome                 | Mandato           | Mandato        | Partito                         | Coalizione | Coalizione                                 | Elezione |
| N. | Ritratto | Ritratto                                         | Nome                 | Inizio            | Fine           | Partito                         | Coalizione | Coalizione                                 | Elezione |
| -- | -------- | ------------------------------------------------ | -------------------- | ----------------- | -------------- | ------------------------------- | ---------- | ------------------------------------------ | -------- |
| 4  |          |                                                  | Mauro Soldati        | 30 settembre 2014 | 5 ottobre 2017 | Partito Democratico             |            | centro-sinistra                            | 2014     |
| –  |          | Giuseppe Russo (vicepresidente facente funzioni) | 5 ottobre 2017       | 6 febbraio 2018   |                | Partito Democratico             |            | centro-sinistra                            | 2014     |
| 5  |          |                                                  | Francesco Passerini  | 6 febbraio 2018   | 27 marzo 2022  | Lega Nord                       |            | FI–LN–FdI                                  | 2018     |
| 6  |          |                                                  | Fabrizio Santantonio | 27 marzo 2022     | in carica      | indipendente di centro-sinistra |            | centro-sinistra centro-destra indipendenti | 2022     |

### Annotazioni
1. ↑  Il presidente Pietro Foroni fu dichiarato decaduto dal consiglio provinciale per incompatibilità con la carica di consigliere regionale; la guida dell'amministrazione provinciale fu affidata al vicepresidente Cristiano Devecchi, che in seguito fu come da prassi nominato commissario in concomitanza con lo scioglimento di giunta e consiglio.
2. ↑  Il presidente Mauro Soldati rassegnò le dimissioni al fine di poter presentare la propria candidatura alle elezioni politiche del 2018; la guida dell'amministrazione provinciale fu affidata al vicepresidente Giuseppe Russo.

### Fonti
1. ↑    Storia amministrativa dell'ente, su Ministero dell'interno.
2. 1 2 3 4 5   Anagrafe degli amministratori locali e regionali, su amministratori.interno.it, Direzione centrale dei servizi elettorali. URL consultato il 14 ottobre 2017.
3. 1 2   Elezioni amministrative – Provinciali, in La Repubblica. URL consultato il 14 ottobre 2017 (archiviato il 9 maggio 2014).
4. ↑   Laura De Benedetti, Cambio di guardia in Provincia. Il presidente Foroni lascia, in Il Giorno, 7 maggio 2013. URL consultato il 16 ottobre 2017 (archiviato il 16 ottobre 2017).
5. ↑   Laura De Benedetti, Provincia, Cristiano Devecchi commissario straordinario, in Il Giorno, 11 giugno 2013. URL consultato il 16 ottobre 2017 (archiviato il 16 ottobre 2017).
6. ↑   Greta Boni, «Un taglio da 13 milioni, ma i conti sono a posto», in Il Cittadino, 6 ottobre 2017,  p. 3.
7. ↑   Verbale delle operazioni dell'Ufficio elettorale (PDF) [collegamento interrotto], su provincia.lodi.it, 6 febbraio 2018,  p. 5. URL consultato l'8 febbraio 2018.
8. ↑   Cristina Vercellone, L'insediamento di Santantonio, il presidente incassa l'ok di tutti, in Il Cittadino, 30 aprile 2022,  p. 14.